# دانشگاه هوایی امبری ریدل
 دانشگاه هوایی امبری-ریدل (به انگلیسی: Embry-Riddle Aeronautical University)(مخفف انگلیسی: ERAU) یک دانشگاه خصوصی واقع در دیتونا بیچ، فلوریدا و پرسکت، آریزونا است. این دانشگاه یکی از بزرگترین دانشگاه‌های معتبر در زمینه حمل و نقل هوایی و هوافضا است و دوره‌های آموزشی متعددی را به صورت حضوری و آنلاین برگزار می‌کند. 